# Вражда
Вражда је, у средњовековној Србији, била новчана надокнада за убиство. Проистекла је из поступка мирења и композиције.

## Значење
Термин вражда има више значења. Изведен је од речи враг. Старословенска реч вражда позната је и у другим словенским језицима: бугарски- вражда; руски- вражда; украјински- ворожда- непријатељство; пољски- лугогда, лугогћа, шо± - крвна освета; чешки- угагоа - убиство. У старом српском језику реч вражденик означавала је непријатеља. Податке о вражди налазимо у Дубровачком архиву. Средином 15. века измириле су се породице Баљеновић и Клокурић из околине Дубровника за убиство и вражду Стрезојеву кога ценише 300 перпера. Мирење је завршено кумством, а оштећена страна је пристала на вражду од 100 перпера.
Иако се у Дубровнику и Млетачкој републици убиство кажњавало смрћу, обичај вражде одржао се између Срба и Дубровчана. Оштећеној страни плаћала се вражда од 500 перпера. Од овог обичаја краљ Милутин није хтео одступити када је једног његовог поданика убио дубровачки властелин Марко Лукаревић. Посредно о вражди сазнајемо из исправе којом се пресуђује спор о граници хиландарског имања у Струмичкој области: узе гуса коње цареве и људи избише. Немили догађај десио се на имању манастира Хиландара, те је приселица и вражда пала на терет манастира и његових села. Није јасно да ли је овде реч о убиству или повреди људи. Стефан Дечански је донео одредбу по којој: "ко похити мач или нож, да плати краљевству ми вражду".
Према одредбама Дечанске и Призренске хрисовуље, половина вражде припадала је цркви, а половина потказивачу крвног деликта који се у средњем веку звао наводчија. Вражда се делила између цркве и наводчије само у старим српским земљама, док су глобе у новоосвојеним земљама или Романији, припадале држави. Владари су у овим земљама глобе често уступали цркви. Већ је краљ Милутин прихватио византијски систем наплате глоба. Стефан Душан је уступио вражду хтетовском и лесновском манастиру као и манастиру Хиландару. Његов пример следио је господин Константин Драгаш.
У неким члановима Душановог законика реч вражда знатно одступа од првобитног значења. Због кривоклетства поротници су плаћали вражду у износу од 1 000 перпера, а уз то и род им се затирао (члан 154). Враждом се прети селу где се због враџбине мртви из гроба спаљују (члан 20).